# ديفيد كول
ديفيد كول (بالإنجليزية: David Call)‏ مواليد 14 أغسطس 1982 في إساكوه، واشنطن، الولايات المتحدة، هو ممثل ومخرج ومنتج أمريكي بدأ مسيرته الفنية عام 2005.

## الأعمال
- فرينج
- نمبرز
- فتاة النميمة

## وصلات خارجية
- ديفيد كول على موقع IMDb (الإنجليزية)
- ديفيد كول على موقع ألو سيني (الفرنسية)
- ديفيد كول على موقع أول موفي (الإنجليزية)
- ديفيد كول على موقع قاعدة بيانات الأفلام السويدية (السويدية)
- ديفيد كول على موقع قاعدة بيانات الفيلم (الإنجليزية)
- ديفيد كول على موقع كينوبويسك (الروسية)